# 17 نوفمبر
- السبت
- الأحد
- الاثنين
- الثلاثاء
- الأربعاء
- الخميس
- الجمعة

- 110 جمادى الأولى 1447  هـ
- 211 جمادى الأولى 1447  هـ
- 312 جمادى الأولى 1447  هـ
- 413 جمادى الأولى 1447  هـ
- 514 جمادى الأولى 1447  هـ
- 615 جمادى الأولى 1447  هـ
- 716 جمادى الأولى 1447  هـ
- 817 جمادى الأولى 1447  هـ
- 918 جمادى الأولى 1447  هـ
- 1019 جمادى الأولى 1447  هـ
- 1120 جمادى الأولى 1447  هـ
- 1221 جمادى الأولى 1447  هـ
- 1322 جمادى الأولى 1447  هـ
- 1423 جمادى الأولى 1447  هـ
- 1524 جمادى الأولى 1447  هـ
- 1625 جمادى الأولى 1447  هـ
- 1726 جمادى الأولى 1447  هـ
- 1827 جمادى الأولى 1447  هـ
- 1928 جمادى الأولى 1447  هـ
- 2029 جمادى الأولى 1447  هـ
- 2130 جمادى الأولى 1447  هـ
- 221 جمادى الآخرة 1447  هـ
- 232 جمادى الآخرة 1447  هـ
- 243 جمادى الآخرة 1447  هـ
- 254 جمادى الآخرة 1447  هـ
- 265 جمادى الآخرة 1447  هـ
- 276 جمادى الآخرة 1447  هـ
- 287 جمادى الآخرة 1447  هـ
- 298 جمادى الآخرة 1447  هـ
- 309 جمادى الآخرة 1447  هـ
- 110 جمادى الآخرة 1447  هـ
- 211 جمادى الآخرة 1447  هـ
- 312 جمادى الآخرة 1447  هـ
- 413 جمادى الآخرة 1447  هـ
- 514 جمادى الآخرة 1447  هـ

17 نوفمبر أو 17 تشرين الثاني أو يوم 17 \ 11 (اليوم السابع عشر من الشهر الحادي عشر) هو اليوم الحادي والعشرين بعد الثلاثمائة (321) من السنة، أو الثاني والعشرين بعد الثلاثمائة (322) في السنوات الكبيسة، وفقًا للتقويم الميلادي الغربي (الغريغوري). يبقى بعده 44 يومًا على انتهاء السنة.

## الأحداث
- 1292 - جون باليول يتولى العرش في اسكتلندا.
- 1511 - إسبانيا وإنجلترا تتحالفان ضد فرنسا.
- 1558 - الأميرة إليزابيث ابنة الملك هنري الثامن تتولى حكم إنجلترا خلفًا لأختها غير الشقيقة ماري الأولى وذلك تحت اسم إليزابيث الأولى.
- 1808 - قوات الإنكشارية العثمانية تثور ضد السلطان محمود الثاني بعد محاولته القضاء عليها.
- 1809 - البريطانيون يهجمون على معقل القواسم في رأس الخيمة، وبدء الحملة البريطانية الثانية.
- 1903 - حزب العمل الاشتراكي الديمقراطي الروسي ينقسم إلى مجموعتين البلاشفة والمناشفة.
- 1930 - مجلس العموم البريطاني يشهد نقاشًا حول فلسطين يتعلق بالطريقة التي تمارس فيها الحكومة انتدابها عليها.
- 1947 - العالمان الأمريكيان جون باردين ووالتر براتين يضعان المبادئ الأساسية للترانزستور، وهو عنصر أساسي في ثورة إلكترونيات القرن العشرين.
- 1958 - اندلاع ثورة الفريق إبراهيم عبود في السودان.
- 1969 - مفاوضون من الاتحاد السوفيتي والولايات المتحدة يجتمعون في هلسنكي في الجولة الأولى لبدء مفاوضات تهدف إلى الحد من عدد الأسلحة الإستراتيجية على كلا الجانبين وذلك أثناء الحرب الباردة.
- 1970 - دوغلاس إنجيلبارت يحصل على براءة اختراع فأرة الحاسوب.
- 1975 - ملك المغرب الحسن الثاني يعلن عن عزمه تسيير مظاهرات شعبية إلى الصحراء الغربية لتحريرها بعد إعلان محكمة العدل الدولية إنها أرض مغربية.
- 1987 - السلطات الإسرائيلية تصدر قرارًا بإبعاد الداعية عبد العزيز عودة.
- 1989 - بدء الثورة المخملية في تشيكوسلوفاكيا أثناء الحرب الباردة، وكانت بدايتها بمظاهرات طلابية في براغ قمعتها شرطة مكافحة الشغب، وتطورت بعد ذلك لتتحول إلى انتفاضة هدفت إلى الإطاحة بالحكومة الشيوعية.
- 1997 - وقوع ما عرف باسم مذبحة الأقصر عندما هاجم ستة رجال متنكرين في زي رجال أمن مجموعة من السياح وهم مسلحين بأسلحة نارية وسكاكين وقتلوا 58 سائحًا، واستقال على إثر هذا الهجوم وزير الداخلية اللواء حسن الألفي.
- 1998 - إتمام اتفاقية واي ريفر والتي نصت على انسحاب إسرائيلي من بعض مناطق الضفة الغربية، وعلى مكافحة الإرهاب، وتوطيد العلاقات الاقتصادية بين السلطة الفلسطينية وإسرائيل.
- 2003 - انتخاب الممثل أرنولد شوارزنيجر حاكمًا لولاية كاليفورنيا.
- 2010 - ملك السعودية عبد الله بن عبد العزيز آل سعود يعين نجله الأمير متعب بن عبد الله بن عبد العزيز آل سعود وزير دولة وعضوًا في مجلس الوزراء ورئيسًا للحرس الوطني، ليخلفه بذلك على رئاسة الحرس الذي ظل يتولاه منذ عام 1963.
- 2012 - وفاة ما لا يقل عن 50 تلميذًا في حادث على سكة حديد قرب منفلوط في مصر.
- 2013 - مصرع 50 شخصًا في تحطم طائرة من طراز «بوينغ» أثناء هبوطها في مطار قازان بتتارستان.
- 2019 -
  - شركة أرامكو السعودية تطرح جزءًا من أسهمها للاكتتاب العام في السوق المالية السعودية.
  - تتبع أول حالة معروفة لكوفيد-19 لرجل يبلغ من العمر 55 عامًا كان قد زار سوقًا في ووهان بمقاطعة خوبي بالصين.
- 2022 - مقتل 21 شخصًا من عائلة واحدة بسبب حريق بمخيم جباليا بقطاع غزة، فلسطين.

## مواليد
- 9 - فسبازيان، الإمبراطور الروماني التاسع.
- 1503 - برونزينو، رسام إيطالي.
- 1587 - فان دن فوندل، شاعر وكاتب مسرح هولندي.
- 1749 - نيكولاس أبيرت، طباخ فرنسي ومخترع التعليب.
- 1755 - لويس الثامن عشر، ملك فرنسا.
- 1854 - هوبير ليوطي، عسكري فرنسي.
- 1902 - يوجين ويغنر، عالم فيزياء مجري حاصل على جائزة نوبل في الفيزياء عام 1963.
- 1905 -
  - فردوس حسن، ممثلة مصرية.
  - أستريد، زوجة ليوبولد الثالث ملك بلجيكا.
- 1917 - أحمد الشرباصي، عالم مسلم مصري.
- 1922 - ستانلي كوهين، عالم كيمياء حيوية أمريكي حاصل على جائزة نوبل في الطب عام 1986.
- 1925 - نجوى سالم، ممثلة مصرية.
- 1933 - زغلول النجار، عالم جيولوجيا ومفكر إسلامي مصري.
- 1938 - فريال، ابنة فاروق الأول ملك مصر.
- 1942 -
  - عبد الله حسين منصور، شاعر فلسطيني أردني.
  - قصي البصري، ممثل ومخرج عراقي.
  - مارتن سكورسيزي، مخرج أمريكي.
- 1944 - داني ديفيتو، ممثل أمريكي.
- 1945 - عبد المجيد تبون، رئيس الجمهورية الجزائرية الديمقراطية الشعبية.
- 1948 - أحمد مساعد، ممثل كويتي.
- 1949 -
  - نكوين تان دونك، رئيس وزراء فيتنام.
  - جون بينر، سياسي أمريكي.
- 1961 - استقلال أحمد، ممثلة بحرينية من أصل عراقي.
- 1963 - عبد المحسن النمر، ممثل سعودي.
- 1964 - سوزان رايس، دبلوماسية أمريكية.
- 1966 - صوفي مارسو، ممثلة فرنسية.
- 1969 - ريوتارو أوكيايو، ممثل أداء صوتي ياباني.
- 1972 - ليونارد روبرتس، ممثل أمريكي.
- 1973 - بيرند شنايدر، لاعب كرة قدم ألماني.
- 1974 - ليزلي بيب، ممثلة أمريكية.
- 1978 - رايتشل مكأدامز، ممثلة كندية.
- 1981 - فاطمة الصفي، ممثلة كويتية.
- 1986 - ناني، لاعب كرة قدم برتغالي.
- 1990 - شانيكا نولز، ممثلة أمريكية.
- 1995 - إسراء الأصيل، مغنية عراقية.

## وفيات
- 375 - فالنتينيان الأول، إمبراطور روماني.
- 474 - ليو الثاني، إمبراطور بيزنطي.
- 641 - جوميه، إمبراطور اليابان الرابع والثلاثون.
- 1558 -
  - ماري الأولى، ملكة إنجلترا.
  - ريجينالد بول، كردينال كاثوليكي إنجليزي.
- 1597 - أبو السرور الصديقي، فقيه ومتصوف مصري.
- 1632 - غوتفريد هاينريش، عسكري ألماني.
- 1768 - توماس بلهام هولز، رئيس وزراء المملكة المتحدة.
- 1884 - توماس رايت، إحاثي اسكتلندي.
- 1917 - أوغوست رودان، نحات فرنسي.
- 1927 - يوسف بن الحسن، سلطان المغرب العشرون.
- 1929 - هيرمان هولليريث، إحصائي أمريكي.
- 1949 - علي محمود طه، شاعر مصري.
- 1967 - أمجد الزهاوي، عالم مسلم وفقيه وداعية عراقي.
- 1968 - إبراهيم بور داوود، حقوقي ومترجم ولغوي وأكاديمي وشاعر إيراني.
- 1987 - عبد المنعم إبراهيم، ممثل مصري.
- 1988 - طلعت يعقوب، أمين عام جبهة التحرير الفلسطينية.
- 1990 - روبرت هوفستاتر، عالم فيزياء أمريكي حاصل على جائزة نوبل في الفيزياء عام 1961.
- 2000 - لوي نيل، عالم فيزياء فرنسي حاصل على جائزة نوبل في الفيزياء عام 1970.
- 2002 - أبا إيبان، سياسي إسرائيلي.
- 2006 - فيرينك بوشكاش، لاعب ومدرب كرة قدم مجري.
- 2008 - هاجر حمدي، ممثلة مصرية.
- 2013 -
  - دوريس ليسينغ، مؤلفة بريطانيَّة حائزة على جائزة نوبل في الأدب سنة 2007.
  - سيد فيلد، كاتب وأستاذ كتابة سيناريو أمريكي.
  - محمد مبروك، ضابط مصري في قطاع الأمن الوطني والمسؤول عن ملف جماعة الإخوان المسلمين.
  - دوريس ليسينغ، كاتبة وروائية بريطانية.
- 2019 - عدنان الباجه جي، سياسي عراقي.
- 2021 - زهير رمضان، ممثل سوري.

## أعياد ومناسبات
- يوم الطلاب الدولي.
- يوم الحرية في سلوفاكيا.
- عيد الشوغي في اليابان.
- اليوم العالمي للولادات المبكرة

## وصلات خارجية
- وكالة الأنباء القطريَّة: حدث في مثل هذا اليوم.
- النيويورك تايمز: حدث في مثل هذا اليوم.
- BBC: حدث في مثل هذا اليوم.